# 駐日シリア大使館
駐日シリア大使館（アラビア語: سفارة سوريا في اليابان、英語: Embassy of Syria in Japan）は、シリアが日本の首都東京に設置している大使館である。在東京シリア大使館（アラビア語: سفارة سوريا في طوكيو、英語: Embassy of Syria in Tokyo）とも呼ばれる。

## 沿革
- 1946年4月、フランスの委任統治領であったシリアが独立する[1]
- 1952年4月28日、連合国軍の占領下にあった日本が主権を回復する[2]
- 1953年12月、日本とシリアの国交が開設される[3]
- 1978年12月、駐日シリア大使館が開設される[3]
- 2012年5月30日、ムハンマド・アル・ハバシュ駐日大使が国外退去を勧告される[4]
- 2012年6月6日、ハバシュ大使がペルソナ・ノン・グラータに認定されて日本に駐在する外交官としての資格を剥奪される[4]
- 2024年12月、シリア内戦の結果、反体制派によりアサド政権が崩壊。これに伴い、大使館に掲揚される旗が反体制派の旗に変更される[5]

## 所在地
| 日本語     | 〒107-0052 東京都港区赤坂6-19-45 ホーマット・ジェイド   |
| アラビア語 | هومات-جييد، ٤٥-١٩-٦، أكاساكا، ميناتو-كو، طوكيو ٠٠٥٢-١٠٧ |
| 英語       | Homat-Jade, 6-19-45, Akasaka, Minato-ku, Tokyo 107-0052 |

## 大使
2022年9月1日より、ナジブ・エルジ公使が臨時代理大使を務めている。
歴代最後の特命全権大使は、2010年2月19日に皇居で信任状を捧呈して駐日大使として着任したムハンマド・アル・ハバシュである。しかし、2011年1月から始まったシリアの反政府運動において当初は非暴力闘争だった反政府運動が武力闘争へと変質したことが、結果的に日本とシリアの関係を悪化させて両国が大使交換を停止する原因となった。自由シリア軍やヌスラ戦線など、武装蜂起による政権転覆を企てる反体制派組織が混ざってしまった反政府運動に対してシリア政府軍は武力行使で応えざるを得なかったのだが、2011年8月19日、松本剛明外務大臣は在任中のハバシュ大使を外務省に呼び出し、アサド政権による武力行使を糾弾するとともに、「アサド大統領はすでに国際社会の信頼を失っており，もはや正統に国を統治することはできず，道を譲るべきものと考える。」と公式に非難を表明した。その後もシリア政府軍と反体制派武装組織の戦闘が継続する中で、2012年5月30日、日本政府はハバシュ大使に対して国外退去を要請したが、シリア政府は6月5日に鈴木敏郎在シリア日本国大使をペルソナ・ノン・グラータに認定してシリアに駐在する外交官としての資格を剥奪し、翌6日、これに応酬する形で日本政府もハバシュ大使をペルソナ・ノン・グラータに認定することを宣言した。
ハバシュ大使が離任してからしばらくの間はフィラス・アル・ラシディ一等書記官が臨時代理大使を務め、その後は参事官が在外公館長として日本に駐在していた。2013年7月29日から2017年8月にかけて、ワリフ・ハラビ参事官が臨時代理大使を務めていた。2017年4月11日、ワリフ・ハラビ臨時代理大使は有楽町の日本外国特派員協会（外国人記者クラブ）で記者会見を開き、シリア内戦において化学兵器を使っているのはシリア政府ではなくテロリストの側であるとの認識を表明した上で、確たる証拠もなくシリア政府を加害者と断定して軍事介入するアメリカ合衆国や、その介入が国際法に合致したものであるか否かを精査せずアメリカに同調する日本政府の対応を非難した。ハラビ参事官の後任者は元一等書記官のフィラス・アル・ラシディ参事官で、2017年8月28日から2019年7月28日にかけて臨時代理大使を務めていた。
2019年7月29日から2022年4月1日にかけて、ハサネー・ハッダム全権公使が臨時代理大使を務めた。これは日本政府がシリアの全権公使にアグレマンを与えて駐日外交官として正式に迎え入れたことを意味しており、2012年6月7日から2019年7月28日にかけて参事官以下の外交官しか駐在していなかった状況と比較すると、両国の外交関係がやや向上したと言える。